# Fresendelf
Fresendelf és una ciutat del districte de Nordfriesland, dins l'Amt Nordsee-Treene, a l'estat alemany de Slesvig-Holstein. Es troba a 3 kilòmetres de la carretera de Norderstapel a Friedrichstadt. El 2022 tenia 85 habitants.